# Kosteva Pastil, Velîkîi Bereznîi
Kosteva Pastil (în ucraineană Костева Пастіль) este un sat în comuna Roztoțka Pastil din raionul Velîkîi Bereznîi, regiunea Transcarpatia, Ucraina.

## Demografie
Componența lingvistică a localității Kosteva Pastil
     Ucraineană (99,67%)
     Alte limbi (0,33%)
Conform recensământului din 2001, majoritatea populației localității Kosteva Pastil era vorbitoare de ucraineană (99,67%), existând în minoritate și vorbitori de alte limbi.